# Block Party
Block Party je plánované sedmé studiové a celkově osmé album americké raperky Missy Elliott. Na produkci se podílí Timbaland, Danja, Podvod Beatz, T bolest, a Arkitects.

## Historie Alba
U alba už bylo několikrát přeloženo datum vydání. Ze začátku roku uspořádala Missy soutěž o název alba a datum vydání bylo 6. května 2008. Pak bylo přeloženo 16. září 2008, poté bylo plánováno na listopad 2008. Nakonec se odložilo na neurčito. Znovu se o něm začalo mluvit v roce 2010.
9. ledna, 2008 byl na jejich oficiálních webových stránkách vydaný singl Ching-a-Ling jako hlavní singl ze soundtracku k filmu Step Up 2 the Streets a také by se měl objevit na albu Block Party.
I přes soutěž o název chtěla Missy Elliott dát albu název F-A-N, jako poctu fanouškům. Ale nakonec oficiální název alba zní Block Party. Píseň Best, Best je navržena, aby se stala prvním singlem alba.

## Skladby na albu
- „Ching-a-Ling“ (producent – The Arkitects)
- „Shake Your Pom Pom“ (producent – Timbaland)
- „Best, Best“ (producent – Danja)
- „Act a Fool“ (producent – Soul Diggaz)
- „Like When You Play the Music“ (featuring Jazmine Sullivan) (producent – Timbaland)
- „All for You“ (produced by Soul Diggaz)
- „Love“ (producent – Timbaland)
- „Milk & Cookies“ (producent – Point Guard)
- „Hip-Hop Don't Die“ (producent – T. Gooch)